# توني جونستون
توني جونستون (بالإنجليزية: Tony Johnstone)‏ هو لاعب غولف زيمبابوي، ولد في 2 مايو 1956 في بولاوايو في زيمبابوي.

## وصلات خارجية
- توني جونستون على موقع رابطة أوروبا للاعبي الغولف المحترفين (الإنجليزية)
- توني جونستون على موقع التصنيف العالمي الرسمي للغولف (الإنجليزية)